# Elkton (Kentucky)
Elkton é uma cidade localizada no estado americano de Kentucky, no Condado de Todd.

## Demografia
Segundo o censo americano de 2000, a sua população era de 1984 habitantes.
Em 2006, foi estimada uma população de 1968, um decréscimo de 16 (-0.8%).

## Geografia
De acordo com o United States Census Bureau tem uma área de
5,4 km², dos quais 5,4 km² cobertos por terra e 0,0 km² cobertos por água. Elkton localiza-se a aproximadamente 232 m acima do nível do mar.

## Localidades na vizinhança
O diagrama seguinte representa as localidades num raio de 24 km ao redor de Elkton.